# Castello di Dommeldange
Il Castello di Dommeldange (in francese Château de Dommeldange, in lussemburghese Dummeldenger Schlass) è un'antica residenza della città di Lussemburgo.

## Storia
Il castello sembra essere stato costruito nel XVII secolo da Thomas Marchant, proprietario di una locale fonderia, come residenza privata. La proprietà venne acquistata nel 1778 da Charles Joseph Collart insieme alla fonderia di Dommeldange. La famiglia Collart continuò a vivervi anche dopo la chiusura definitiva della fonderia nel 1857.
Nel 1973 il castello è stato acquistato dallo Stato del Lussemburgo. Oggi ospita la sede dell'ambasciata cinese.

## Descrizione
Il castello è situato nel quartiere di Dommeldange nella città di Lussemburgo.

## Galleria d'immagini

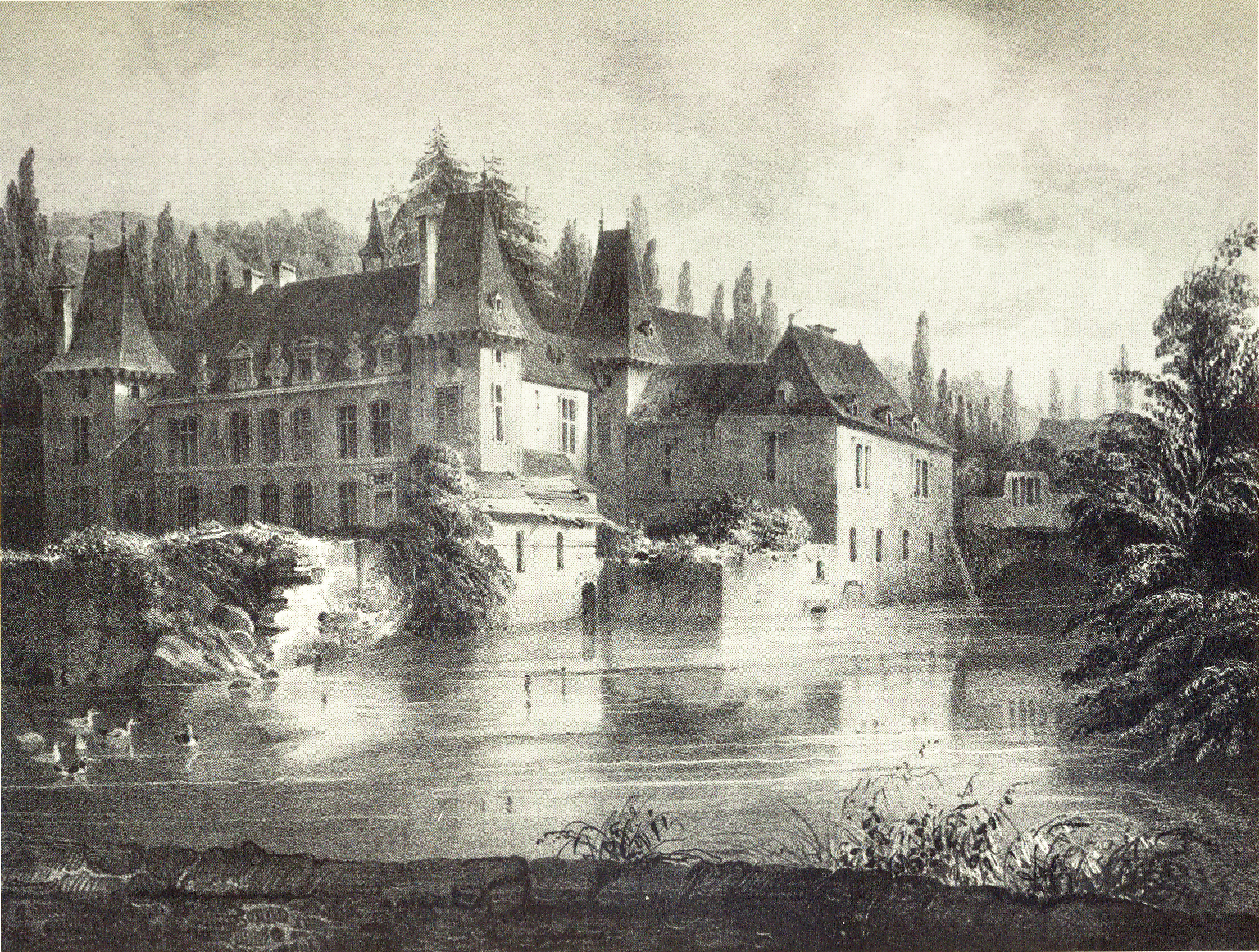
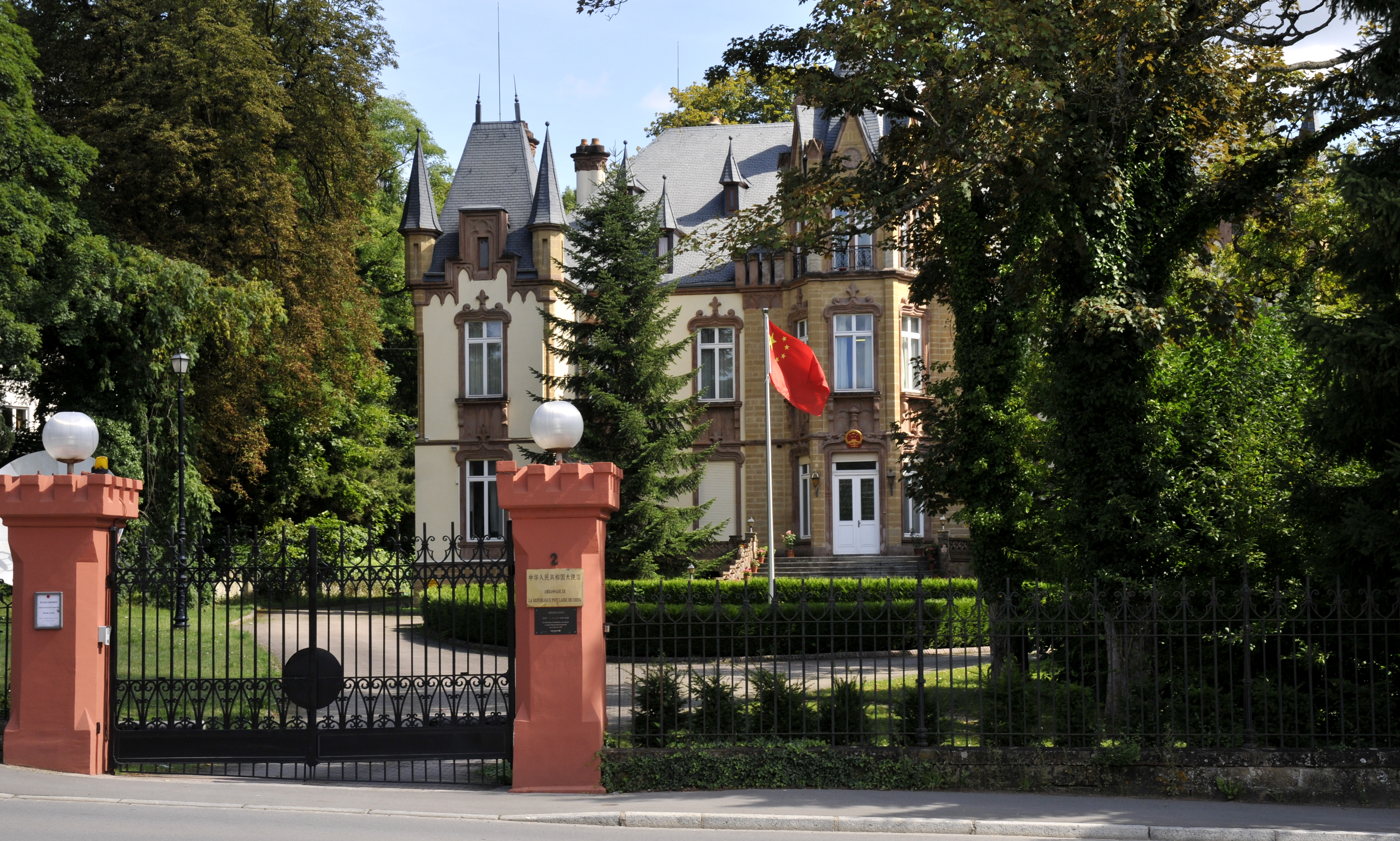
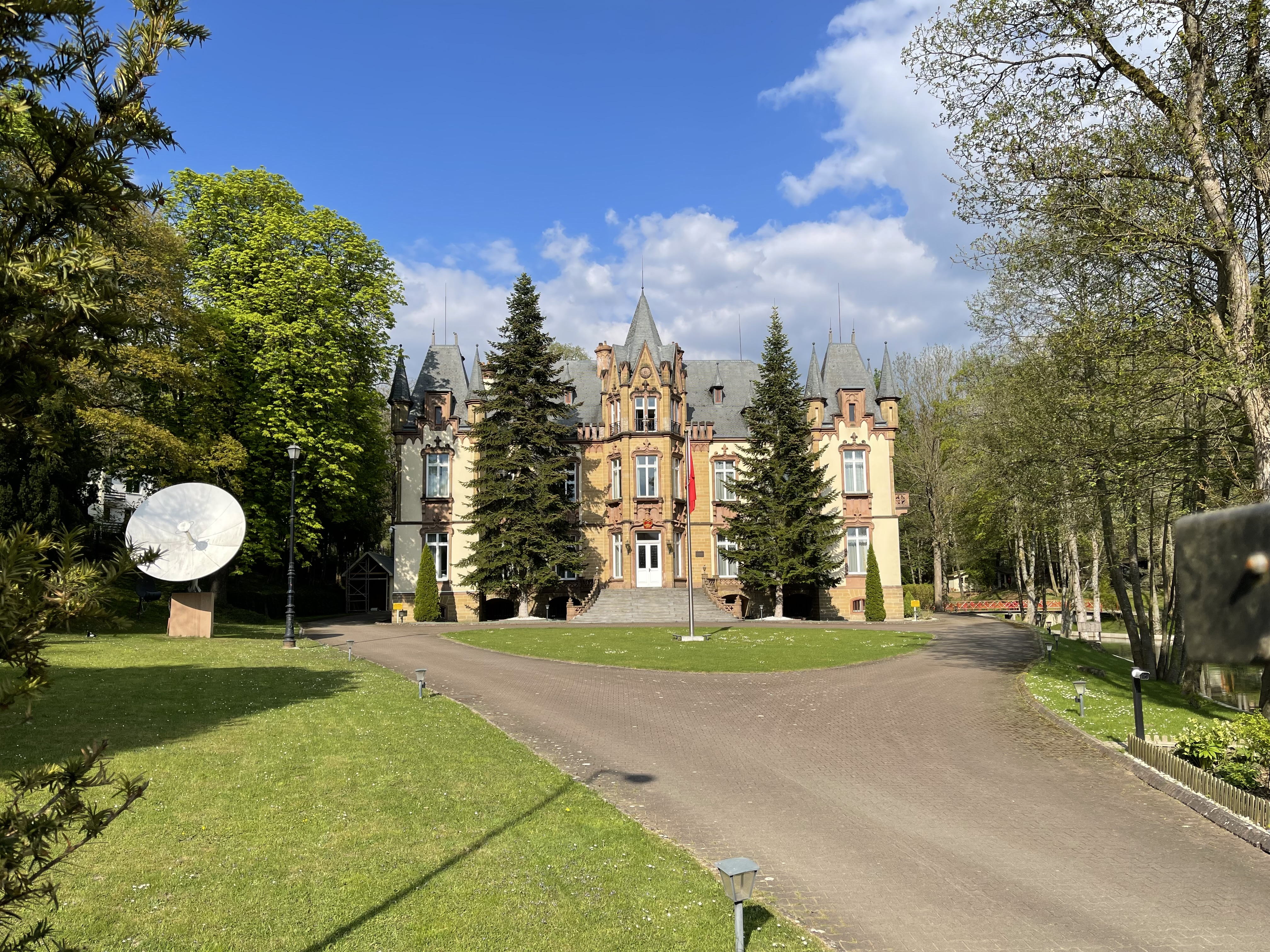